# Alexandre Lazarev (chef d'orchestre)
Pour les articles homonymes, voir Alexandre Lazarev et Lazarev.
Alexandre Nikolaïevitch Lazarev (en russe : Александр Николаевич Лазарев ; né le 5 juillet 1945 à Moscou) est un chef d'orchestre russe.